# John Tong Hon

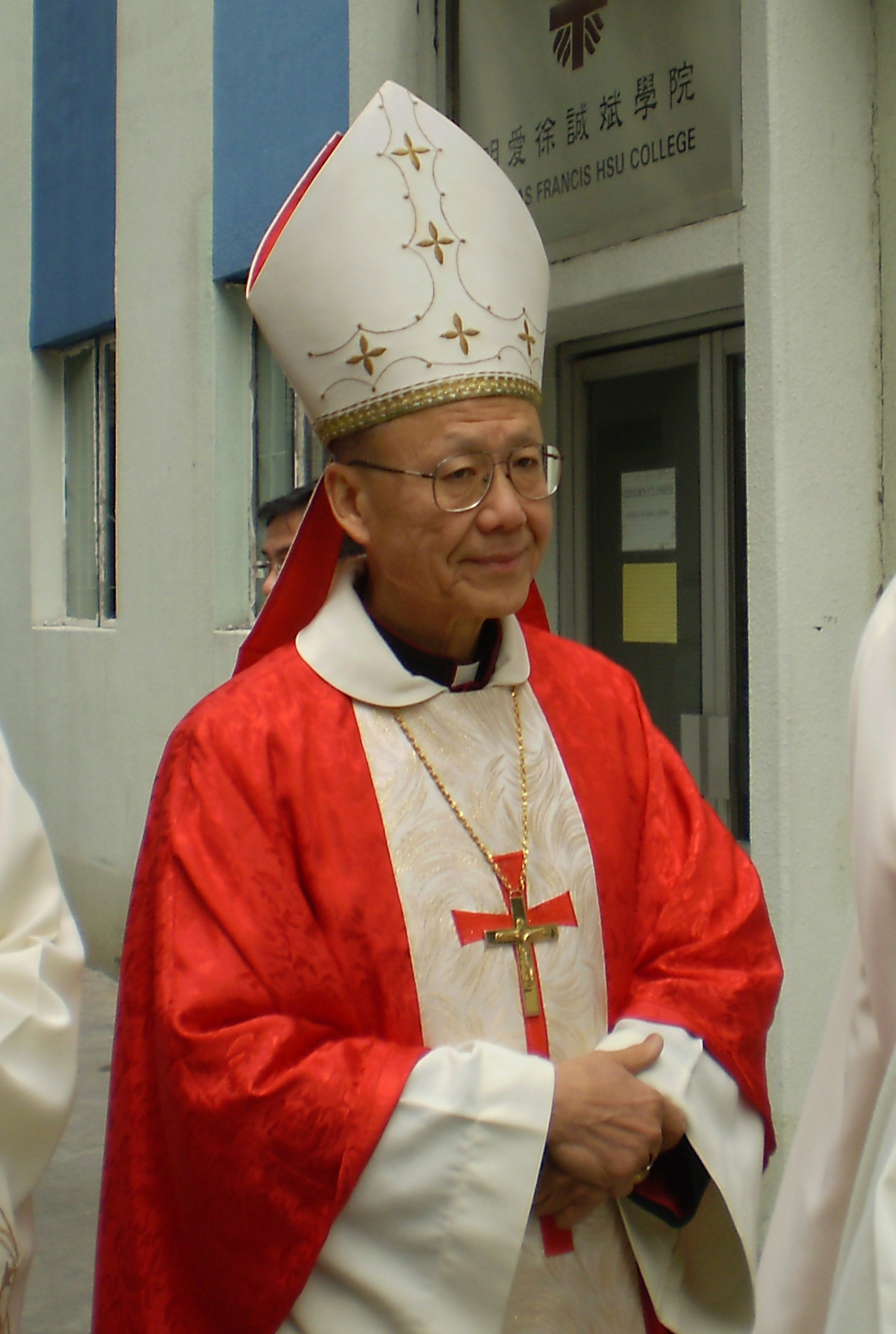
Bischof John Tong Hon (2008)

Wappen von John Kardinal Tong Hon

John Kardinal Tong Hon (chinesisch 湯漢; * 31. Juli 1939 in Hongkong) ist ein chinesischer Geistlicher und emeritierter römisch-katholischer Bischof von Hongkong.

## Leben
John Tong Hon erwarb an der Chinese University of Hong Kong einen Master im Fach Philosophie. Anschließend studierte er Katholische Theologie an der Päpstlichen Universität Urbaniana in Rom. Tong Hon empfing am 6. Januar 1966 in Rom durch Papst Paul VI. das Sakrament der Priesterweihe. Danach kehrte er nach Hongkong zurück und war am Holy Spirit Seminary College in Hongkong tätig.
Am 13. September 1996 ernannte ihn Papst Johannes Paul II. zum Titularbischof von Bossa und bestellte ihn zum Weihbischof in Hongkong. Die Bischofsweihe spendete ihm John Baptist Kardinal Wu Cheng-chung am 9. Dezember 1996; Mitkonsekratoren waren der Erzbischof von Tokio, Peter Seiichi Kardinal Shirayanagi, und der Sekretär der Kongregation für die Evangelisierung der Völker, Kurienerzbischof Charles Asa Schleck CSC. Tong Hon wählte sich den Wahlspruch Dominus pastor meus („Der Herr ist mein Hirte“), der dem Buch der Psalmen (Ps 23,1 ) entstammt. 2003 wurde John Tong Hon zum Konsultor der Kongregation für die Evangelisierung der Völker ernannt. Am 30. Januar 2008 bestellte ihn Papst Benedikt XVI. zum Koadjutorbischof von Hongkong. Am 15. April 2009 wurde John Tong Hon nach Annahme des aus Altersgründen vorgebrachten Rücktrittsgesuches seines Vorgängers, Joseph Kardinal Zen Ze-kiun SDB, Bischof von Hongkong.
Im feierlichen Konsistorium vom 18. Februar 2012 nahm ihn Benedikt XVI. als Kardinalpriester mit der Titelkirche Santa Maria Regina Apostolorum in das Kardinalskollegium auf. Am 22. April 2012 erfolgte die Besitzergreifung seiner Titelkirche in Rom.
Am 30. Juni 2012 berief ihn Benedikt XVI. zusammen mit dem Erzbischof von Guadalajara, Francisco Kardinal Robles Ortega, und dem Erzbischof von Kinshasa, Laurent Kardinal Monsengwo Pasinya, zum delegierten Präsidenten der XIII. Generalversammlung der Bischofssynode (7. bis 28. Oktober 2012).
Papst Franziskus nahm am 1. August 2017 seinen altersbedingten Rücktritt an. Nach dem Tod seines Nachfolgers Michael Yeung Ming-cheung ernannte ihn Papst Franziskus am 5. Januar 2019 für die Zeit der Sedisvakanz zum Apostolischen Administrator des Bistums Hongkong.

## Mitgliedschaften
Kardinal Hon war Mitglied folgender Einheiten der Römischen Kurie:
- Kongregation für die Evangelisierung der Völker (2012–2019)[7]
- Kongregation für das Katholische Bildungswesen (2013–2019)[8]
- Päpstlicher Rat für den Interreligiösen Dialog (2012–2019)[7]